# Maizie Williams
Maizie Ursula Williams (Montserrat, 25 maart 1951) is een Britse zangeres. Zij is vooral bekend als lid van de Duitse discoformatie Boney M.

## Levensloop
Williams woonde bij haar grootouders in Montserrat, voordat zij naar Birmingham verhuisde om bij haar ouders te gaan wonen die al in de jaren vijftig naar Engeland waren verhuisd. In de jaren zeventig verhuisde Williams naar West-Duitsland.

### Vroege jaren
Williams werd door de Duitse zanger Frank Farian gevraagd om deel te nemen aan een nieuwe vierkoppige groep. Deze groep bestond uit één heer en drie dames: naast Williams een zekere Mike, Claudja Barry en Sheyla Bonnick. Over deze eerste formatie is weinig bekend. Sheyla Bonnick heeft het over een bestaansperiode van 6 maanden en beweert dat ze hebben getoerd en zelfs opgetreden hebben voor televisie. Zangeres Marcia Barrett vertelde in haar in 2018 uitgebrachte boek 'Forword. My time with and without Boney M.' dat die eerste versie van Boney M. niet meer was dan slechts enkele foto's. In Italië verscheen zelfs een foto van de eerste groep foutief op de hoes van de daar in 1977 uitgebrachte single Sunny.
Eind 1975 waren de officiële leden van Boney M.: Maizie Williams, Bobby Farrell, Claudja Barry en Marcia Barrett. Maar Barry verliet de groep, aangezien zij ontevreden was dat ze de door Farian ingezongen zangpartijen moesten playbacken. Daarom waren slechts Farrell, Barrett en Williams te zien in het Nederlandse Toppop met Baby do you wanna bump.
In Nederland en België werd Baby do you wanna bump een redelijke hit, en ook in het Verenigd Koninkrijk werden hitlijsten bereikt. Boney M.'s producer, Frank Farian, noemde het een bevestiging voor zijn jarenlange muzikale activiteiten.

### Boney M.

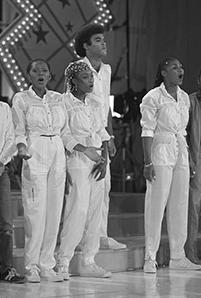
Boney M. 1981 (Williams tweede van links)

Farian besloot door te gaan met Boney M. en trok Liz Mitchell aan als leadzangeres. Barrett, die was aangetrokken als playbackster voor Baby do you wanna bump, bleek ook over zangtalent te beschikken. Williams bleef echter haar playback-functie behouden en haar stem kwam dus niet op de uiteindelijke opnames. Ook tijdens live concerten was ze niet of nauwelijks te horen.
In de tijd dat ook Bobby Farrells stem op plaatwerk te horen was, in 1981, zong ook Williams tijdens een opname, die echter alleen werd gebruikt voor een tv-special omtrent de release van album Boonoonoonoos. Liz Mitchell zong de uiteindelijk uitgebrachte elpeeversie opnieuw in.
Boney M. had in de originele bezetting hun laatste optreden in 1989. In datzelfde jaar was Williams te zien met Farrell, Barrett en Madeleine Davis in de video van de onder Boney M uitgebrachte single Josephine Baker en tijdens tv-promotie van dat nummer. Dit nummer was niet door Frank Farian opgenomen. Farian beëindigde als naamhouder van Boney M. verdere distributie. Het was de laatste poging van Farrell, Barrett en Williams om door te gaan als Boney M. zonder Liz Mitchell.
Farrell stelde in 1991 een eigen Boney M. formatie samen en trad jaren lang op zonder officiële toestemming van Frank Farian. Liz Mitchell werd met drie nieuwe leden door Frank Farian min of meer gelanceerd als het nieuwe Boney M. maar bereikte daarmee geen nieuwe hits meer.

### Eigen Boney M. formatie
Beïnvloed door Mitchell en Farrell verscheen Williams midden jaren 90 met een eigen Boney M. formatie met haarzelf in de hoofdrol. Ze deed echter alleen de leadzang voor simpele zangnummers als Brown Girl in the Ring. Dit initiatief was in eerste instantie ook zonder toestemming van Frank Farian. In 2006 waren echter alle leden na een rechtelijke uitspraak officieel gemachtigd om op te treden onder de naam Boney M. Ook Barrett trad inmiddels met een eigen groep op.
Williams bracht in 2006 een gospel soloalbum uit.
Er werden nog remixen uitgebracht van Sunny (onder de naam Maizie Williams) en Daddy Cool (onder de naam Melo M featuring Maizie Williams). Er kwam ook een remix uit van Josephine Baker met Williams stem en Bobby Farrells gesproken woorden van het origineel uit 1989. Williams treedt geregeld op met haar Boney M., voornamelijk in Australië.
In 2009 oordeelde een rechtbank dat Williams recht had op Boney M. royalty's uit het verleden en in de toekomst, ondanks de redenering van Farian dat ze niet meezong op de opnames.
In 2012 werd Williams door een Maltese rechtbank opgeroepen te getuigen in een dispuut over ruim 22.000 euro. Ze zou dit als voorschot hebben ontvangen voor een 60-minuten durend nieuwjaarsoptreden in 2009 in het op de Krim gelegen Feodosija, maar kwam nooit opdagen.